# 비펜트린
비펜트린 (Bifenthrin)은 살충제의 일종으로, 불개미 등의 살충제로 사용된다. 수생생물에 대한 높은 독성으로 인해 제한된 용도의 살충제로서 저농도로 사용해야한다. 토양에 결합하는 경향이 있어 수원으로 유출을 최소화해야 한다.

## 용도
불개미의 살충제로 유명해졌으나 진딧물, 개미, 갯지렁이, 나방, 딱정벌레, 메뚜기, 거미, 구더기 , 파리, 벼룩 등의 살충제에도 사용된다. 과수원, 농장, 가정용으로 팔린다. 온실의 관상화, 면화에 사용을 위해 등록되어있고 옥수수를 포함한 작물에 광범위하게 사용된다.

## 영향

### 인체
피부에 흡수되면 따끔거림 등 경미한 불편을 제외하고 거의 위험한 느낌이 없지만 인간이 섭취하거나 피부접촉으로 비펜트린에 노출될 수 있다. 포유동물에게 중독성 위험이 있다. 떨림, 마비를 일으킬 수 있으나 체내에서 빠르게 배설된다. 마우스 실험으로 7일간 투여, 피부와 암컷의 난소, 지방에 축적된 것이 밝혀졌다. EPA에서는 비펜트린을 C급 발암물질로 밝혀냈다.
피부와 눈의 자극, 소리에 과민성, 비정상적인 얼굴의 느낌, 뾰루지, 따끔거림, 피부 위에 뭔가 기어다니는 느낌, 감각마비, 두통, 구토, 설사, 타액분비 및 피로감, 고농도 노출에는 근육의 경란과 폐에 체액이 축적되는 현상이 나타난다.
환경적으로는 신경계를 파괴하여 곤충에 마비를 일으킨다. 포유류에는 독성을 가지고 있다. LD50 (치사량 미국기준) 쥐의 경우 암컷 54mg/kg, 수컷은 70mg/kg이다.

## 참고 자료
- 톡시피디아 - 'Bifenthrin'